# De duinstreek
De duinstreek was een verzetsblad uit de Tweede Wereldoorlog, dat vanaf 1 februari 1945 tot en met 1 mei 1945 in Bergen (N-H) werd uitgegeven. Het blad verscheen dagelijks in een oplage tussen de 16 en 100 exemplaren. Het werd getypt tot april 1945, daarna gestencild en de inhoud bestond voornamelijk uit nieuwsberichten.
In Bergen werd de elektriciteit niet geheel afgesneden, maar werd bij elke aangeslotene afzonderlijk de hoofdveiligheid verwijderd. Daar iedereen de middelen wel kende om deze maatregel weer ongedaan te maken, en zodoende naar de radio te kunnen blijven luisteren, was er geen grote behoefte aan illegale nieuwsbladen. Er werd echter zoveel energie onttrokken, dat in februari 1945 toch tot algemene afsluiting werd overgegaan. De werktuigbouwkundige D. Smit nam toen het initiatief tot het vermenigvuldigen van de nieuwsberichten, die werden verstrekt door een Joodse onderduikster, die Radio Oranje opnam ten behoeve van De Waarheid. Een andere onderduiker nam de berichten van Radio Herrijzend Nederland op. Later werden ook alle mogelijke andere uitzendingen verwerkt. Een wachtmeester van de marechaussee verschafte een stencilmachine met stencils, die echter uitgedroogd bleken. Na een goedgeslaagde jacht op stencils, volgde een stroomloze periode waarin een ontvanger uit een verongelukte bommenwerper redding bracht. Verdere medewerkers waren in de eerste plaats de theologische student E.P. Kuin, daarnaast huisarts J.P.M. Lugten, F.A. Lindenhovius, A.H. van Minnen, A. Plomp, dhr. Tielrooy en mej. M. Scholte, tezamen vertegenwoordigende de rooms-katholieke, communistische, gereformeerde en hervormde levensovertuiging.